# Вышки (Подляское воеводство)
Вы́шки (пол. Wyszki) — деревня в Польше, входит в состав Бельского повята Подляского воеводства. Административный центр гмины Вышки. Находится примерно в 16 км к северо-западу от города Бельск-Подляски. По данным переписи 2011 года, в деревне проживало 344 человека. В деревне есть католический костёл святого Андрея Первозванного (1901—1905).